# Джей Арнетт
Джей Гойленд Арнетт (англ. Jay Hoyland Arnette, нар. 19 грудня 1938, Остін, Техас, США) — американський професіональний баскетболіст, що грав на позиції розігруючого захисника за команду НБА «Цинциннаті Роялс». Гравець національної збірної США.

## Ігрова кар'єра
На університетському рівні грав за команду Техас (1957–1960). 1960 року в складі збірної США взяв участь у Оліймпійських іграх, де разом з командою завоював золоті нагороди баскетбольного турніру.
Того ж року був обраний у другому раунді драфту НБА під загальним 9-м номером командою «Цинциннаті Роялс». Професійну кар'єру розпочав 1963 року виступами за тих же «Цинциннаті Роялс», захищав кольори команди з Цинциннаті протягом усієї історії виступів у НБА, яка налічувала 2 сезони.
Після завершення спортивної кар'єри став лікарем та практикував ортодонтію.